# Planguenoual
Planguenoual (en bretó Plangonwal, gal·ló Plangenóau) és un municipi francès, situat a la regió de Bretanya, al departament de Costes del Nord. L'any 1990 tenia 1.550 habitants.

## Demografia
| 1962                                       | 1968 | 1975 | 1982 | 1990 | 1999 |
| ------------------------------------------ | ---- | ---- | ---- | ---- | ---- |
| 1409                                       | 1461 | 1431 | 1562 | 1518 | 1550 |
| Des de 1962: població sense dobles comptes |      |      |      |      |      |

## Administració
| Període | Identitat      | Partit |
| ------- | -------------- | ------ |
| 2001-   | Daniel Nabucet |        |